# بنيامين هيك
بنيامين هيك (1 أغسطس 1790 - 9 سبتمبر 1842) كان مهندسًا مدنيًا وميكانيكيا من إنجلترا، وجامعًا للفنون وداعمًا لها. اشتهر بتطويره للمحرك البخاري وابتكاره أجهزة علمية نالت احترام مجتمع الهندسة، أتاح هيك تحسيناته للعامة دون أن يطالب بحقوق الملكية الفكرية التي كان يستحقها.

## حياته
ولد في هدرسفيلد، وعُمد في كنيسة المستقلين المعارضين في هايفيلد، ثم انتقل والديه بعد فترة قصيرة إلى ليدز حيث تلقى تعليمه. كان هنري فين نائب أبرشية هدرسفيلد حتى عام 1771.
أظهر هيك موهبة في الميكانيكا والرسم فحصل على تدريب كرسام هندسي في عام 1804 (عندما كان بعمر 14 عامًا) في شركة فينتون وموراي وود في مسبك راوند في هولبيك. كانت الشركة تصنع المحركات البخارية والآلات النسجية وغيرها من الآلات؛ وهناك شارك هيك في تركيب العديد من المحركات البخارية الضخمة وعُرضت عليه شراكة عند انتهاء فترة تدريبه. رفض العرض وانتقل بدلًا من ذلك إلى بولتون في عام 1810 للعمل لصالح شركة سمالي، ثويتس كمدير لمسبك اتحاد روثويل في شارع بلاكهورس.
تدرب شقيقه جون هيك أيضًا كمهندس، في عام 1808 ترك جون فينتون، وموراي آند وود لتولي منصب «أمين كتب ومسافر» لصالح شركة جون ستورجس في بولينج آيرون ووركس بالقرب من برادفورد.
في يوليو 1820، انضم هيك إلى رواد صناعة آخرين، إسحاق دوبسون وتوماس هاردكاسل وبيتر روثويل مع صهره المهندس جوشوا روتليدج ليشكلوا شركة بولتون جاسلايت وكوك، لتوفير الغاز للمباني العامة ومصابيح الشوارع والإضاءة الصناعية. لتفادي خطر حريق اللهب المكشوف، اشترت شركة جريت بولتون تراستيس وعدد من أصحاب المطاحن سيارات إطفاء تجرها الخيول؛ أصبح هيك وصيًا على جريت بولتون في أوائل عشرينات القرن التاسع عشر، وكان أنجليكانيًا وعضوًا بارزًا في نادي بولتون بيت، وشكل عام 1809 «منظمة سياسية مكونة من المعجبين بوليام بيت»، والتي ساعدت هيك على الانتقال بين النخبة الاجتماعية في الطبقة الوسطى من الوقت.
كانت عائلة دوبسون (إسحاق وبنجامين)، هيك، روثويل، جون كينيدي وآخرين أعضاء في نادي «المقاضاة» (الذي شُكِل عام 1801)، اجتمعوا في حانة بلاك هورس في بولتون، والتي حصلت في عام 1824 على دخل سنوي للمخترع والعضو الزميل صموئيل كرومبتون، الذي كان يرتاد النادي. انضم هيك إلى معهد المهندسين المدنيين في نفس العام، الذي اقترحه جوشوا فيلد وجوزيف فاري وجيمس جونز. مع روثويل ودوبسونز، كان هيك عضوًا بارزًا في نادي بلاك هورس، الذي شُكل «ليس فقط لمناقشة المسائل التجارية ولكن الموضوعات المثيرة والمؤثرة في تلك الفترة».
جنبًا إلى جنب مع العديد من الشخصيات البارزة الأخرى من منطقة بولتون، بما في ذلك أولئك من نادي بلاك هورس، كان هيك مروجًا ومع بيتر روثويل مساهمًا أصليًا في سكة حديد بولتون ولي التي افتتحت في 1 أغسطس 1828 مع تسمية قاطرة لانكشاير الساحرة من قِبل السيدة هولتون، زوجة ويليام هولتون جي بي، شريف لانكشاير وكولير. كان روبرت ستيفنسون سائق المحرك الذي صممه وبناه مع كبير المهندسين جورج ستيفنسون، الذي كان أحد الركاب مع الضيوف الآخرين. بعد المناسبة التي جمعت حشدًا من 40-50 ألف شخص، في أكتوبر 1828، استقبل هيك وروثويل روبرت بيل، وزير الداخلية آنذاك، كضيف في المسبك.
في عام 1837، كان هيك، من بين شخصيات محلية أخرى بما في ذلك توماس ريدجواي (1778-1839)، إدوارد بولينج، وجون هارجريفز الأب (1780-1860) والابن، عضوًا في اللجنة المؤقتة لسكك حديد بولتون وبريستون. بحلول عام 1841، كان هيك نائب الرئيس ومديرًا مع رئيس مجلس الإدارة جون هارجريفز؛ ارتبطت العائلتان (هيك وهارجريفز) بعد الزواج عام 1836. كان جون أوربيث راستريك كبير المهندسين وكان ألكسندر جيمس آدي، ابن ألكسندر آدي مخترع مقياس السمبوسات، المهندس المقيم. افتُتح الخط في 22 يونيو 1843 بعد وفاة هيك، بعد بعض المشاكل في بنائه، واندمج مع شركة نورث يونيون للسكك الحديدية في 10 مايو 1844. كان الوصي المنفذ لهيك والمحامي والمصرفي توماس ليفر رشتون (1810-1883)، ومدير السكك الحديدية بحلول ذلك الوقت، جزءًا من لجنة التفاوض على الاندماج.
وفقًا لسجلات تشارلز باير وتقييم جون فاري، كان هيك مسؤولًا عن تطوير استخدام المحركات البخارية عالية الضغط المركبة في مصانع النسيج، وفقًا لتصميمات آرثر وولف. على الأرجح، يمكن اعتبار محركات هيك الأفضل في ذلك الوقت نحو عام 1841.
كانت القاطرات التي بناها هيك ذات جودة عالية، واعتبرها إدوارد بوري «جيدة الصنع للغاية» واستخدمتها شركة سكك حديد لندن وبرمنغهام لأول مخطط لتوحيد أجزاء خطوط السكك الحديدية.